# U-God
Lamont Jody Hawkins, pseud. art. U-God lub Golden Arms (ur. 10 października 1970, na Brooklynie w Nowym Jorku) – amerykański raper i członek hip-hopowej grupy Wu-Tang Clan. Związany z formacją od początku jej istnienia, aktywny na scenie hip-hopowej od 1991 roku. Przez 20 lat swojej działalności raper wydał pięć albumów solowych oraz współpracował z takimi artystami jak Cypress Hill, Methods of Mayhem, Cannibal Ox czy Mobb Deep.
W 2018 roku, raper wydał swoją autobiografię zatytułowaną Raw: My Journey into the Wu-Tang. Od 2020 roku U-God prowadzi własny podcast zatytułowany RAW: The Podcast.

## Twórczość
Albumy
- Golden Arms Redemption (1999)
- Mr. Xcitement (2005)
- Dopium (2009)
- The Keynote Speaker (2013)
- Venom (2018)
- Stinger (2025)

Książki
- Raw: My Journey Into The Wu-Tang (2018, ISBN 978-1250191168)